# Pablo Vidal García
Pablo Vidal García (f. Barcelona, 21 de diciembre de 1887) fue un escultor y grabador español.

## Biografía
Este grabador en hueco y cincelador nació en Barcelona. Entre sus obras, se cuentan la medalla conmemorativa del milenario de la Virgen de Montserrat y un cáliz gótico terminado en 1881 que Ossorio y Bernard, en su Galería biográfica de artistas españoles del siglo XIX, tilda de «notable». También fue autor de otras medallas, incluidas las tituladas Recibimiento de don Alfonso XII en Barcelona (1875), Al Ejército del Norte (1878), Jubileo Compostelano (1885), A Baldomero Fernández Espartero y La Academia de Lucca a María Luisa de Borbón, infanta de España.
Falleció en su ciudad natal en 1887.